# Radobica
Radobica (Hongaars: Radóc, Duits: Radobitz) is een Slowaakse gemeente in de regio Trenčín, en maakt deel uit van het district Prievidza.
Radobica telt 535 inwoners.